# Ливонска война
Ливонската война (1558 – 1583) е военен конфликт между Русия и нейните северозападни съседи за контрол над днешната територия на Естония и Латвия, известна в миналото като Велика Ливония.

## Ход на военните действия
В края на 1550-те Ливонската конфедерация е отслабена от Реформацията, докато нейният източен съсед, Великото московско княжество, се засилва след победата си над мюсюлманските Казанско и Астраханско ханство. Руският цар Иван Грозни изисква от Ливонската конфедерация непосилен данък от 40 000 талера. Спорът се задълбочава и завършва с руско нашествие през 1558. Руснаците завземат Дорпат и Нарва и обсаждат Ревел, като целта им е да си осигурят достъп до Балтийско море.
През 1561 отслабеният Ливонски орден е разпуснат и земите му са поделени между Полша (Курландия и Инфлантите), Швеция (Естландия) и Дания (Йозел). Швеция и Дания изпращат войски, за да защитят новопридобитите си територии. През 1561 градския съвет на Ревел се предава на шведите и градът се превръща в тяхна основна база в Източна Прибалтика. През следващата година във войната се включва и Полша.
Първоначално военните действия се развиват успешно за руснаците. Те успяват да превземат Полоцк (1563) и Пернау (1575) и завладяват голяма част от Литва до Вилнюс. Иван Грозни отхвърля предложенията за мир, но в края на 1570-те се оказва в затруднено положение. Докато опричнината изтощава руската икономика, Полша и Литва се обединяват в Жечпосполита (1569) и са оглавени от енергичен владетел – Стефан Батори (1576). Той не само си връща Полоцк, но през 1579 обсажда Псков. През 1581 шведите изпращат армия, която превзема стратегически важния град Нарва.
През 1582 Русия сключва с Жечпосполита договора от Ян Заполски, с който се отказва от претенциите си. На следващата година е сключен мир и с Швеция, с което Русия се проваля в начинанието си да спечели стратегически излаз на Балтийско море, положение, което се запазва за 12 години до договора от Тявзино.